# Towarzystwo Języka Niemieckiego
Towarzystwo Języka Niemieckiego (niem. Gesellschaft für deutsche Sprache, GfdS) – stowarzyszenie niemieckie zajmujące się doradztwem językowym i pielęgnowaniem współczesnego języka niemieckiego. Ma status stowarzyszenia zarejestrowanego (e.V. – eingetragener Verein). Jest finansowane przez konferencję ministerstw kultury wszystkich landów. Od 1965 jego siedziba znajduje się w Wiesbaden (Hesja).

## Geneza Towarzystwa Języka Niemieckiego
Zostało powołane do życia 10 stycznia 1947 roku w Lüneburgu (Dolna Saksonia). Głównym twórcą stowarzyszenia był Max Wachler, prawnik, dyrektor sądu krajowego w Berlinie w latach 20. XX w., od 1913 roku członek Powszechnego Niemieckiego Stowarzyszenia Językowego (Der Allgemeine Deutsche Sprachverein, później: Niemieckiego Stowarzyszenia Językowego – Der Deutsche Sprachverein), w 1926 roku został przewodniczącym berlińskiej filii Stowarzyszenia. Jak pisze w swojej monografii Silke Wiechers, Wachler w latach trzydziestych nie był co prawda członkiem NSDAP, ale jako prominentny działacz DSV lojalnie stosował się do zasad ideologii nazistowskiej. Tuż po wojnie, usiłując założyć nowe stowarzyszenie językowe, wciągnął do współpracy językoznawcę z Essen Alfreda Götze (zmarł w listopadzie 1946), znanego ze swoich antysemickich wypowiedzi. Nawiązał też kontakty z pisarzami, wśród których były osoby obciążone współpracą z nazistami.

## Cele i formy działalności
Pielęgnowanie i promowanie języka niemieckiego, krytyczne badanie jego użycia. Nowo powołane Towarzystwo Języka Niemieckiego nawiązywało do działalności (Powszechnego) Niemieckiego Stowarzyszenia Językowego. Jednak problem wyrazów obcych i ich zwalczania nie znalazł się już w centrum jego zainteresowania. Dotyczy to również stosunku do zapożyczeń z angielskiego. W oświadczeniu z r. 1999 czytamy: „Anglicyzmy to nie są złośliwe zarazki, które wnikają do dobrego języka niemieckiego i powodują jego chorobę albo go wręcz niszczą, a Niemcy nie są językowo kolonizowani przez Amerykanów. Od nas zależy, jakim wyrazom obcym pozwolimy zadomowić się w języku niemieckim. My sami jesteśmy odpowiedzialni za rozwój naszego języka ojczystego” (tłum. z niem. R. Lipczuk)
Towarzystwo zajmuje się doradztwem językowym dla osób prywatnych, firm, instytucji, m.in. dla Bundestagu i Ministerstwa Sprawiedliwości, weryfikuje teksty ustaw, teksty rozporządzeń. Dokonuje wyboru „słów roku” („Wörter des Jahres”), organizuje głosowanie na „dziwoląg językowy roku” („Unwort des Jahres”), przyznaje nagrody dla młodych dziennikarzy, nagrody dla dziennikarzy radia i telewizji. W kwestii języka gender GfdS popiera stosowanie feminatywów – obok form męskich (np.: Lehrer und Lehrerinnen), jednak sprzeciwia się stosowaniu niektórych form, np. pisowni: LehrerInnen.
Wydaje dwa czasopisma: dwumiesięcznik „Der Sprachdienst” i kwartalnik „Muttersprache”. Prowadzi działalność w 49 oddziałach na terenie Niemiec (najwięcej w landzie Nadrenia Północna-Westfalia). Posiada 55 filii w różnych krajach. Siedzibą oddziału Towarzystwa w Polsce jest Warszawa. Poza Europą Towarzystwo jest obecne w Azji (9 filii), w USA (5) oraz w Afryce (Egipt, Kamerun, Togo, Republika Południowej Afryki – 6 filii). Mimo wcześniejszych kontrowersji i początkowej rywalizacji Towarzystwo współpracuje z Niemiecką Akademią Języka i Literatury. Obydwie organizacje podzieliły się kompetencjami, GfdS pozostawiła w kompetencji Akademii badania nad historią niemieckiego piśmiennictwa.